# Orthopelmatinae
Orthopelmatinae  (лат.) — подсемейство паразитических наездников семейства Ichneumonidae подотряда Стебельчатобрюхие отряда Перепончатокрылые. Известен всего один голарктический род Orthopelma. Личинки — эндопаразиты орехотворок из семейства Cynipidae.

## Список родов
Мировая фауна включает 1 род и около 10 видов, в Палеарктике — 1 род и 7 видов. Фауна России включает 1 род и 3 вида наездников-ихневмонид этого подсемейства
- Orthopelma Taschenberg, 1865